# Comprehensive TeX Archive Network
CTAN est un acronyme pour « Comprehensive TeX Archive Network » (en français, « réseau complet d'archives TeX »). On peut y trouver et télécharger du matériel concernant TeX comme des logiciels ou des polices de caractères. Des dépôts pour d'autres projets, tels que MiKTeX, une distribution de TeX, sont des miroirs régulièrement mis à jour de CTAN.
Le réseau CTAN a également servi de modèle pour d'autres projets communautaires.

## Histoire
Avant la prédominance de CTAN, quelques personnes publiaient des fichers TeX sur la toile, mais aucune collection systématique n'était disponible. Lors d'un podium organisé par Joachim Schrod en 1991 à la conférence EuroTeX, on discutait l'idée de fusionner ces différentes collections. Joachim Schrod s'intéressait à cette idée parce qu'il était actif dans la communauté TeX déjà depuis 1982, administrant un des plus grands serveurs FTP à l'époque en Allemagne.
CTAN a été créé en 1992 par Rainer Schöpf et Joachim Schrod en Allemagne, par Sebastian Rahtz en Angleterre et par George Greenwade aux États-Unis. Le nom CTAN fut trouvé par George Greenwade. Aujourd'hui, quatre personnes maintiennent les archives et le TeX Catalogue (Rainer Schöpf, Joachim Schrod, Robin Fairbairns et Jim Hefferon). La structure du réseau fut construite au début de 1992, Sebastian Rahtz ayant fait la plupart du travail. Le réseau fut synchronisé au début de 1993, avec l'aide du TeX Users Group (TUG). CTAN a été annoncé officiellement à la conférence EuroTeX à Aston en 1993.
Le site anglais est installé à la même place depuis le début, mais le site américain a migré deux fois et le site allemand trois fois. Le site américain était installé au début à l'université d'État Sam Houston, sous George Greenwade. En 1995, il était transféré à l'université du Massachusetts, où il fut administré par Karl Berry. En 1999, on le déménageait à son emplacement actuel, Saint Michael's College à Colchester, dans le Vermont. Ce site est hors-ligne depuis la fin janvier 2011. Au début, le site allemand était installé à l'université de Heidelberg, administré par Rainer Schöpf. En 1999, il était déménagé à l'université de Mayence, encore administré par R. Schöpf. Depuis 2002, le site est administré par Reinhard Zierke, à Hambourg. En 2005, le site était transféré à une compagnie privée parce que le trafic du serveur était devenu tel que l'université ne pouvait plus le gérer. Le site allemand est supporté par l'association DANTE, le groupe d'utilisateurs de TeX allemand.
Aujourd'hui, le CTAN comprend ces trois nœuds en Allemagne, en Grande-Bretagne à Cambridge et aux États-Unis ainsi que 75 autres sites miroir autour du Monde. En mai 2009, le trafic combiné du réseau fut environ six téraoctets.